# Дирк V
Дирк V (Дитрих V; нидерл. Dirk V, нем. Dietrich V., лат. Theodoricus Quintus; около 1052 — 17 июня 1091) — граф Западной Фрисландии (Голландии) с 1061 года из династии Герульфингов.

## Биография

### Правление
Дирк V — старший сын графа Флориса I и Гертруды Саксонской. После смерти отца в 1061 году он унаследовал Голландское графство. Из-за его малолетства регентом стала мать — Гертруда Саксонская, вышедшая вскоре вторично замуж за Роберта Фризского, младшего сына графа Фландрии Бодуэна V; Роберт, ставший опекуном малолетнего графа, фактически сделался правителем Голландии.
Роберт Фризский успешно отразил нападки епископа Утрехтского Вильгельма I, проводившего политику укрепления своего влияния в регионе, усилив таким образом власть графа Дирка. Однако вскоре после того, как Роберт стал графом Фландрии в 1070 году, Западная Фрисландия была захвачена герцогом Готфридом III Нижнелотарингским в союзе с епископом Вильгельмом Утрехтским.
После смерти епископа Вильгельма в 1076 графу Дирку V удалось не только отвоевать свои владения назад, но и захватить некоторые другие районы Фрисландии.
Дирк V стал первым графом, официально названным в 1083 году «графом Голландии» (лат. Comes Holtlandensis).

### Семья
Жена: Отехильда, представительница знатного саксонского рода. Дети:
- Флорис II (около 1080 — 2 марта 1122), граф Голландии с 1091 года
- Матильда